# رویا آرزویی است که قلب تو می‌سازد
«رویا آرزویی است که قلب تو می‌سازد» (انگلیسی: A Dream Is A Wish Your Heart Makes) آهنگی است که توسط مک دیوید، آل هافمن و جری لیوینگستون برای فیلم سیندرلا (۱۹۵۰) والت دیزنی نوشته و ساخته شده است.